# Marjal de Rafalell i Vistabella
La Marjal de Rafalell i Vistabella és una zona humida inclosa al Catàleg de Zones Humides de la Comunitat Valenciana. Declarat per acord de la Generalitat Valenciana el 10 de setembre de 2002.
La marjal de Rafalell i Vistabella està situada als termes de Massamagrell i les partides de Rafalell i Vistabella al terme de València, el qual està associat a l'aqüífer de la plana de València d'on rep recursos hídrics en forma subterrània

## Reintroducció i reproducció de l'Emys orbicularis
Entre els anys 2007 i 2009 la Conselleria de Medi Ambient realitzà a la Marjal de Rafalell i Vistabella, diverses soltes d'Emys orbicularis per a reintroduir aquesta espècie autòctona amenaçada.

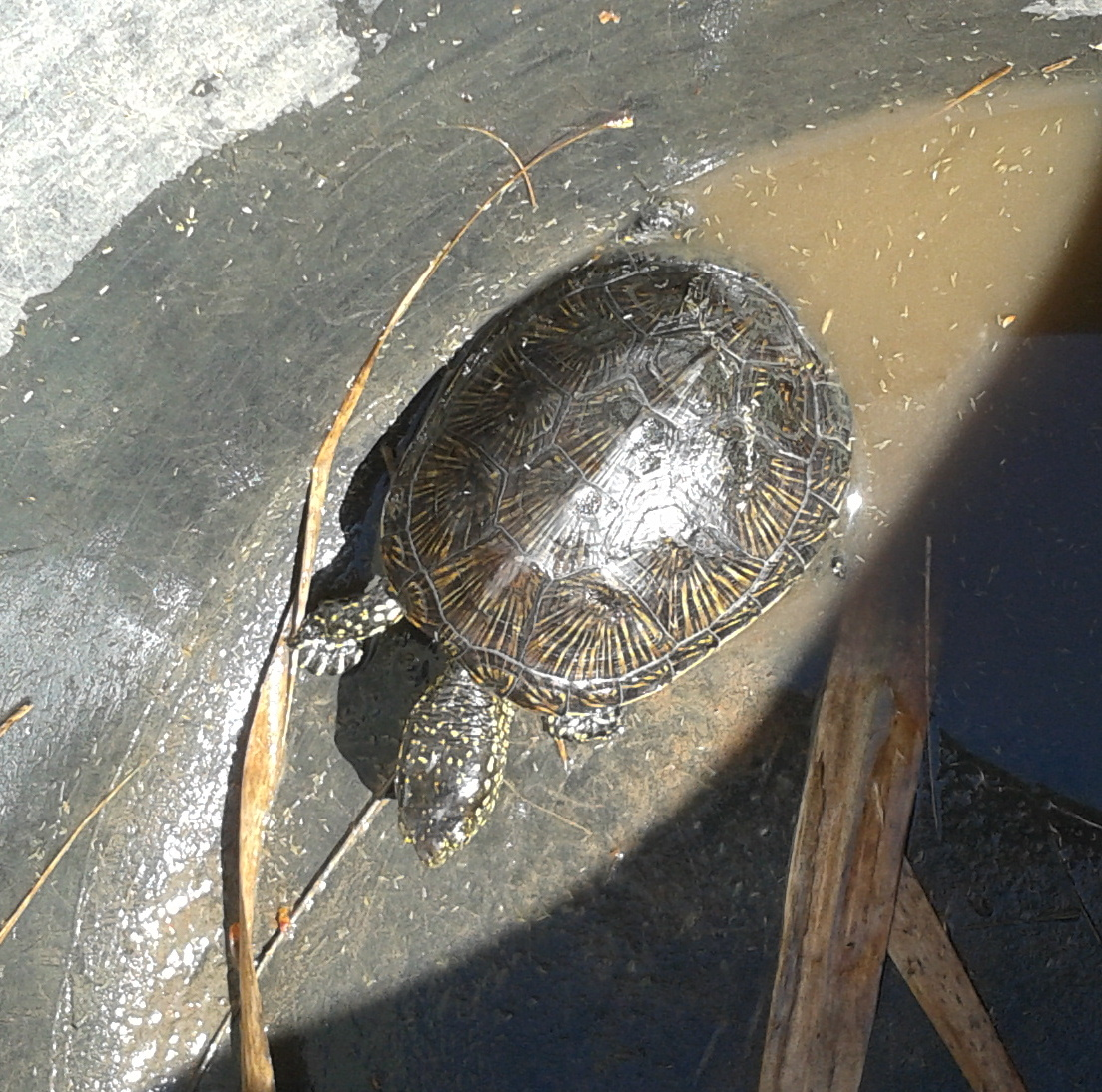
Cria d'Emys

Al de juliol de 2011, voluntaris del Projecte Emys d'Acció Ecologista Agró, capturaren un juvenil d'Emys orbicularis d'aproximadament quatre anys de vida, que hauria nascut ja a la marjal, confirmant que la nova població de tortugues autòctones, formada per aproximadament 50 individus, hauria sigut capaç de reproduir-se a la marjal.

## Avifauna
L'any 2011 Acció Ecologista-Agró Horta Nord va fer un cens de l'avifauna d'aquesta zona humida, i es van comptabilitzar aus de 54 espècies diferents, 10 nidificants, de les quals dues pertanyen a l'ordre dels passeriformes i altres huit als no passeriformes. Entre les espècies nidificants de la Marjal de Rafallel i Vistabella destaquen les quatre parelles d'agró roig i les deu de fumarell de galta blanca, ambdues espècies estan protegides pels catàlegs valencià i espanyol de fauna amenaçada com a vulnerables, i per l'Annex I de la Directiva d'Aus de la Unió Europea. A més a més d'aquestes dues espècies catalogades com a vulnerables, hi ha altres huit que han nidificat a la Marjal de Rafalell i Vistabella com el gall de canyar, el collverd, el gomet, la fotja, la polla d'aigua i el cabussonet, a més a més del totestiu i la xitxarra de canyar, que són les dues espècies censades que formen part de l'ordre dels passeriformes. La majoria d'aquestes aus estan protegides pel Catàleg Espanyol de Fauna Amenaçada, en la seua categoria de Règim de Protecció Especial.
Malgrat que no ha sigut possible constatar la seua nidificació, també s'han pogut albirar fins a 44 espècies més d'aus en la Marjal de Rafalell i Vistabella. Dues d'aquestes espècies, la gavina corsa i l'oroval, es troben en perill d'extinció al País Valencià, i altres dos, el xatrac d'albufera i la mongeta, estan catalogats com a vulnerables al nostre territori. A més a més, també cal destacar la presència d'exemplars de capó reial i de juvenils de becpla i martinet, tres espècies en Règim de Protecció Especial segons el Catàleg Espanyol de Fauna Amenaçada.
Aquestes dades sobre l'avifauna i la constatació de la reproducció de la tortuga d'estany europea confirmen la gradual recuperació de la biodiversitat en la Marjal de Rafalell i Vistabella, després de sobreviure a l'amenaça de l'urbanisme i ser inclosa per la Generalitat Valenciana en el Catàleg Valencià de Zones Humides.

## Protecció de la marjal
Col·lectius ecologistes comarcals han protestat en diverses ocasions per denunciar l'abandonament d'aquesta zona humida i exigir a la Conselleria d'Infraestructures, Territori i Medi Ambient, Ajuntament de València i Ajuntament de Massamagrell la protecció efectiva de la marjal, exigint una gestió adequada per recuperar els valors ambientals d'aquest aiguamoll i reduir així els riscos que produeixen els incendis, tant sobre la flora i la fauna d'aquesta zona humida com sobre les persones i infraestructures que l'envolten.

## Incendis
La Marjal de Rafalell i Vistabella ha patit nombrosos incendis, el darrer al febrer de 2015, quan un greu incendi va afectar els dos costats de l'autovia V-21, cremant 12 hectàrees, on habiten espècies amenaçades tant de fauna com de flora.

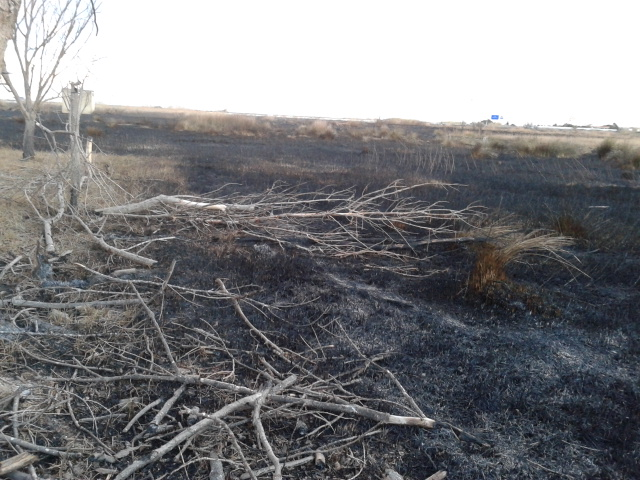
Estat en el que va quedar la marjal.
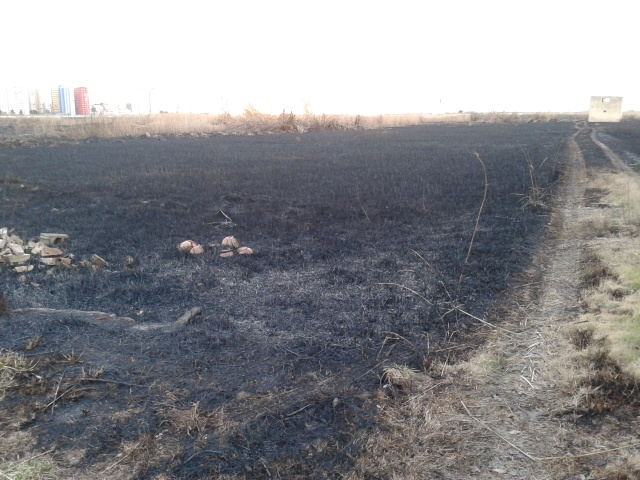
Tot calcinat al pas del foc.